# Attnang-Puchheim
Attnang-Puchheim je město v okrese Vöcklabruck ve spolkové zemi Horní Rakousko. Nachází se na křižovatce železniční trati Vídeň – Salcburk s tratí Salzkammergutbahn. Žije zde přibližně 8 900 obyvatel.

## Geografie
Attnang-Puchheim leží v nadmořské výšce 416 m n. m. v regionu Hausruckviertel. Celková rozloha města činí 12,3 km², přičemž je 38,7 % této plochy zalesněno. V blízkosti Attnang-Puchheimu se vlévá řeka Aurach do Ageru. 
Příslušející obce: Aham, Aichet, Attnang, Hohenbaumgarten, Landersham, Nieserstraß, Oberstraß, Puchheim, Sonnleithen, Steinhübl.

## Historie
Attnang a Puchheim vznikly v době mezi koncem 8. a počátkem 11. století jako osady bavorských přistěhovalců. První zmínka o Puchheimu pochází z roku 1135, Attnang tj. Otenang byl poprvé zmíněn roku 1242. V roce 1912 bylo město přejmenováno z Puchheim na Attnang-Puchheim díky vzrůstu důležitosti Attnangu.
V místě se nacházela tvrz, jež měla být dle nepotvrzených údajů postavena roku 1050. V roce 1585 tato stavba zcela vyhořela. Místo bývalé tvrze se zde později postavil zámek. V moderní době je zámek s arkádovým nádvořím ve vlastnictví kláštera redemptoristů. Ty sem v roce 1851 povolal tehdejší majitel arcivévoda Maxmilián Josef Rakouský-Este (1832–1867).

### Železnice a bombardování
Výstavbou dráhy v Solné komoře, uvedené do provozu v roce 1877, se z místa stal důležitý železniční uzel, protože se v Atnang-Puchheimu nacházelo překladiště uhlí. Ke konci druhé světové války (21. dubna 1945) byl Attnang-Puchheim poničen mohutným americkým bombardováním, jelikož se spojenci obávali, že jde o významné místo sloužící k zásobování Alpské pevnosti. Při bombardování bylo zabito minimálně 700 lidí, mezi nimi i mnoho uprchlíků z východních oblastí Říše (Slezska), kteří se zdržovali na nádraží. Nádraží také sloužilo jako překladiště pro tajnou raketovou základnu v Zipfu.

### Návštěva excísařovny Zity
Poslední rakouská císařovna Zita Bourbonsko-Parmská (1892-1989) navštívila v roce 1982 po dlouhé době v exilu Rakousko, když jí spolkový kancléř Bruno Kreisky umožnil příjezd bez nutnosti jejího formálního zřeknutí nároků na trůn. V Attnang-Puchheimu navštívila hrob své matky Marie Antonie Portugalské.

### Pováleční obnova
Po skončení války se Attnang-Puchheim stal městem zaměřeným na obchod a průmyslovou výrobu; nadále zůstával i důležitým železničním uzlem.
V březnu 1990 následovalo povýšení na město.

### Partnerská města
- Puchheim

## Památky

### Poutní bazilika
Za rektora P. Matthiase Papriana byl v letech 1886 až 1890 postaven velký poutní kostel Marie Puchheim, který v roce 1951 papež Pius XII. (1876-1958) povýšil na baziliku. Jsou zde od roku 1891 Breinbauerovy varhany. S 1647 píšťalami a 24 registry je nástroj střední, jaké se v 19. století v romantismu skvěle stavěly. Stavitel varhan Kuhn z Männedorfu v roce 2006 varhany renovoval. Vzácný nástroj je využíván i při koncertech.

### Kostel sv. Martina
Poprvé je písemně zmíněn v roce 1367. Byl však pravděpodobně postavený mezi 9. a 11. stoletím a obyvateli je dnes využíván pro pohřby a svatby.

### Zámek Puchheim
Po požáru v roce 1585 zcela zničený, po rekonstrukci dostal zámek dnešní podobu. Dnes slouží jako galerie současného umění a výstavu uměleckých sbírek.

### Kaple sv. Jiří
V zámecké kapli, zasvěcené svatému Jiří, byl v roce 1936 pochován poslední následník španělského trůnu první karlovské dynastie, Alfons Karlos (I.) z Bourbon-Österreich-Este (1849-1936) a jeho manželka Marie Neves Portugalská, jakož i vévodkyně Marie Antonie z Bourbon-Parma (1892-1959), a princ René z Bourbon-Parma (1894-1962).

## Doprava
Přes Attnang-Puchheim vede dvoukolejná železniční trať z Vídně do Salcburku, čímž město získává regionální význam. Nádraží dále nabízí připojení na dráhu Solné komory přes okres Gmunden až do Štýrska do Stainach-Irdning a na železniční trať do Schärding přes močálovitý kraj Innu. Jednokolejná trať do Stainach-Irdning je elektrifikovaná, ale jednokolejka do Schärdingu nikoliv. Podle jízdního řádu 2007 je již z Lince až po Stainach-Irning a zpět vedena kvůli redukci přestupu v Attnangu. Přestože dráha Solné komory v obci Timelkam od západu odbočuje, jsou všechny vlaky do Schörfling u Altersee vedeny přes Attnang-Puchheim. Přes mnohé možnosti spojení je Attnang-Puchheim důležitým železničním uzlem, kde také zastavují vlaky Inter-City. V současné době je plánována renovace nádraží.

## Významní rodáci
- Maria Fekterová (* 1956), rakouská politička